# Scotty Bowman
William Scott „Scotty” Bowman (ur. 18 września 1933 roku w Montrealu w Kanadzie) – kanadyjski trener hokeja. Trenował takie zespoły jak St. Louis Blues, Montreal Canadiens, Buffalo Sabres, Pittsburgh Penguins i Detroit Red Wings. W całej swojej trenerskiej karierze w National Hockey League Bowmann wygrał 1 244 mecze w sezonie zasadniczym i 223 w playoffs. Wygrał dziewięć razy Puchar Stanleya z Canadiens (1973, 1976, 1977, 1978, 1979), Penguins (1992) i Red Wings (1997, 1998 i 2002) oraz dwa razy Jack Adams Award w 1977 i 1996 r. Pod jego wodzą zespół Detroit Red Wings ustanowił rekord największej ilości wygranych meczów w sezonie zasadniczym (62 wygrane). Członek Hockey Hall of Fame od 1991 roku.
Bowman zanim został trenerem grał w hokeja w lidze młodzieżowej. Jednak kontuzja uniemożliwiła mu dalszą karierę zawodnika. Swoją karierę trenerską rozpoczął w klubie Ottawa Junior Canadiens. Następnie trenował drużynę Peterborough Petes. Dzięki rozszerzeniu w sezonie 1967-1968 Bowman trafił do NHL jako trener St. Louis Blues. Z Blues trzykrotnie awansował do finału Pucharu Stanleya jednak trzykrotnie przegrał. Po 4 sezonach zmienił klub na Montreal Canadiens, z którym aż pięć razy zdobył Puchar Stanleya i jedną nagrodę Jack Adams Award. Po ośmiu sezonach spędzonych w Montrealu przeniósł się do zespołu Buffalo Sabres, z którym nie odniósł większych sukcesów. W trakcie sezonu 1986-1987 postanowił tymczasowo porzucić karierę trenerską. W 1987 roku został obserwatorem stacji CBC. W 1990 r. został dyrektorem personelu w Pittsburgh Penguins. W 1991 roku został trenerem tej drużyny, z którą doszedł do finału i zdobył Puchar Stanleya po raz drugi w historii klubu. Po 2 sezonach przeszedł do Detroit Red Wings. Z „Czerwonymi Skrzydłami” trzy razy zdobył Puchar Stanleya i nagrodę Jack Adams Award.

## Statystyki trenerskie
| Drużyna   | Sezon     | Sezon zasadniczy | Sezon zasadniczy | Sezon zasadniczy | Sezon zasadniczy | Sezon zasadniczy | Sezon zasadniczy | Sezon zasadniczy  | Playoffs | Playoffs | Playoffs | Playoffs                                             |
| Drużyna   | Sezon     | M                | W                | P                | R                | PpD              | PKT              | Miejsce w dywizji | W        | P        | Wyg. %   | Zakończenie                                          |
| --------- | --------- | ---------------- | ---------------- | ---------------- | ---------------- | ---------------- | ---------------- | ----------------- | -------- | -------- | -------- | ---------------------------------------------------- |
| STL       | 67-68     | 58               | 23               | 21               | 14               | -                | 60               | 3 w Zachodniej    | 8        | 10       | .444     | Przegrali w finale                                   |
| STL       | 68-69     | 76               | 37               | 25               | 14               | -                | 88               | 1 w Zachodniej    | 8        | 4        | .667     | Przegrali w finale                                   |
| STL       | 69-70     | 76               | 37               | 27               | 12               | -                | 86               | 1 w Zachodniej    | 8        | 8        | .500     | Przegrali w finale                                   |
| STL       | 70-71     | 28               | 13               | 10               | 5                | -                | 31               | 2 w Zachodniej    | 2        | 4        | .333     | Przegrali w 1 rundzie                                |
| STL razem | STL razem | 238              | 110 41.5%        | 83 34.9%         | 45 18.9%         | -                | 265              |                   | 26       | 26       | .500     | 4 awanse do playoffs                                 |
| MTL       | 71-72     | 78               | 46               | 16               | 16               | -                | 108              | 3 we Wschodniej   | 2        | 4        | .333     | Przegrali w 1 rundzie                                |
| MTL       | 72-73     | 78               | 52               | 10               | 16               | -                | 120              | 1 we Wschodniej   | 12       | 5        | .706     | Zdobyli Puchar Stanleya                              |
| MTL       | 73-74     | 78               | 45               | 24               | 9                | -                | 99               | 2 we Wschodniej   | 2        | 4        | .333     | Przegrali w 1 rundzie                                |
| MTL       | 74-75     | 80               | 47               | 14               | 19               | -                | 113              | 1 w Norris        | 6        | 5        | .545     | Przegrali w półfinale                                |
| MTL       | 75-76     | 80               | 58               | 11               | 11               | -                | 127              | 1 w Norris        | 12       | 1        | .923     | Zdobyli Puchar Stanleya                              |
| MTL       | 76-77     | 80               | 60               | 8                | 12               | -                | 132              | 1 w Norris        | 12       | 2        | .857     | Zdobyli Puchar Stanleya                              |
| MTL       | 77-78     | 80               | 59               | 10               | 11               | -                | 129              | 1 w Norris        | 12       | 3        | .800     | Zdobyli Puchar Stanleya                              |
| MTL       | 78-79     | 80               | 52               | 17               | 11               | -                | 115              | 1 w Norris        | 12       | 4        | .750     | Zdobyli Puchar Stanleya                              |
| MTL razem | MTL razem | 634              | 419 66.1%        | 110 17.4%        | 105 16.6%        | -                | 943              |                   | 70       | 28       | .714     | 8 awansów do playoffs 5 zdobytych Pucharów Stanleya  |
| BUF       | 79-80     | 80               | 47               | 17               | 16               | -                | 110              | 1 w Adams         | 9        | 5        | .643     | Przegrali w półfinale                                |
| BUF       | 81-82     | 35               | 18               | 10               | 7                | -                | 43               | 3 w Adams         | 1        | 3        | .250     | Przegrali w półfinale dywizji                        |
| BUF       | 82-83     | 80               | 38               | 29               | 13               | -                | 89               | 3 w Adams         | 6        | 4        | .600     | Przegrali w finale dywizji                           |
| BUF       | 83-84     | 80               | 48               | 25               | 7                | -                | 103              | 2 w Adams         | 0        | 3        | .000     | Przegrali w półfinale dywizji                        |
| BUF       | 84-85     | 80               | 38               | 28               | 14               | -                | 90               | 3 w Adams         | 2        | 3        | .400     | Przegrali w półfinale dywizji                        |
| BUF       | 85-86     | 37               | 18               | 18               | 1                | -                | 37               | 3 w Adams         | -        | -        | -        |                                                      |
| BUF       | 86-87     | 12               | 3                | 7                | 2                | -                | 8                | -                 | -        | -        | -        |                                                      |
| BUF razem | BUF razem | 404              | 210 52.0%        | 134 33.2%        | 60 14.9%         | -                | 480              | -                 | 18       | 18       | .500     | 5 awansów do playoffs                                |
| PIT       | 91-92     | 80               | 39               | 32               | 9                | -                | 87               | 3 w Patrick       | 16       | 5        | .762     | Zdobyli Puchar Stanleya                              |
| PIT       | 92-93     | 84               | 56               | 21               | 7                | -                | 119              | 1 w Patrick       | 7        | 5        | .583     | Przegrali w finale dywizji                           |
| PIT razem | PIT razem | 164              | 95 57.9%         | 53 32.3%         | 16 9.8%          | -                | 206              |                   | 23       | 10       | .697     | 2 awanse do playoffs 1 zdobyty Puchar Stanleya       |
| DET       | 93-94     | 84               | 46               | 30               | 8                | -                | 100              | 1 w Centralnej    | 3        | 4        | .429     | Przegrali w ćwierćfinale konferencji                 |
| DET       | 94-95     | 48               | 33               | 11               | 4                | -                | 70               | 1 w Centralnej    | 12       | 6        | .667     | Przegrali w finale                                   |
| DET       | 95-96     | 82               | 62               | 13               | 7                | -                | 131              | 1 w Centralnej    | 10       | 9        | .526     | Przegrali w finale konferencji                       |
| DET       | 96-97     | 82               | 38               | 26               | 18               | -                | 94               | 2 w Centralnej    | 16       | 4        | .800     | Zdobyli Puchar Stanleya                              |
| DET       | 97-98     | 82               | 44               | 23               | 15               | -                | 103              | 2 w Centralnej    | 16       | 6        | .727     | Zdobyli Puchar Stanleya                              |
| DET       | 98-99     | 82               | 43               | 32               | 7                | -                | 93               | 1 w Centralnej    | 6        | 4        | .600     | Przegrali w półfinale konferencji                    |
| DET       | 99-00     | 82               | 48               | 22               | 10               | 2                | 102              | 2 w Centralnej    | 5        | 4        | .556     | Przegrali w półfinale konferencji                    |
| DET       | 00-01     | 82               | 49               | 20               | 9                | 4                | 111              | 1 w Centralnej    | 2        | 4        | .333     | Przegrali w ćwierćfinale konferencji                 |
| DET       | 01-02     | 82               | 51               | 17               | 10               | 4                | 116              | 1 w Centralnej    | 16       | 7        | .696     | Zdobyli Puchar Stanleya                              |
| DET razem | DET razem | 706              | 414 58.6%        | 194 27.5%        | 88 12.5%         | 10 1.4%          | 920              |                   | 86       | 48       | .642     | 9 awansów do playoffs 3 zdobyte Puchary Stanleya     |
| Razem     | Razem     | 2,146            | 1,248 58.2%      | 574 26.7%        | 314 14.6%        | 10 0.5%          | 2,814            |                   | 223      | 130      | .632     | 28 awansów do playoffs 9 zdobytych Pucharów Stanleya |